# ニューポートニューズ (原子力潜水艦)
| USS Newport News SSN-750 |                                    |
| 艦歴                     |                                    |
| 発注                     | 1982年4月19日                      |
| 起工                     | 1984年3月3日                       |
| 進水                     | 1986年3月15日                      |
| 就役                     | 1989年6月3日                       |
| その後                   | 就役中                             |
| 母港                     | バージニア州ノーフォーク           |
| 性能諸元                 |                                    |
| 排水量                   | 満載：6,187 トン、基準：5,785 トン |
| 全長                     | 110.3 m (362 ft)                   |
| 全幅                     | 10 m (33 ft)                       |
| 喫水:                    | 9.4 m (31 ft)                      |
| 機関                     | S6G reactor 1基                    |
| 乗員                     | 士官12名、兵員98名                 |
| モットー                 |                                    |
|                          |                                    |

ニューポート・ニューズ(USS Newport News, SSN-750)は、アメリカ海軍のロサンゼルス級原子力潜水艦の39番艦。艦名はバージニア州ニューポート・ニューズに因んで命名された。その名を持つ艦としてはデモイン級重巡洋艦3番艦(CA-148)以来3隻目。

## 艦歴
ニューポート・ニューズは1984年3月3日にバージニア州ニューポート・ニューズのニューポート・ニューズ造船所で起工した。1986年3月15日にローズマリー・D・トリブル夫人によって命名、進水し、1989年6月3日にマーク・B・キーフ艦長の指揮下就役する。ニューポート・ニューズ市長ジェシー・ラトレイはロナルド・W・ベルによる詩「Newport News」の飾り額を艦に寄贈した。
就役後、ニューポート・ニューズは中東での作戦を含む6ヶ月の海外任務を終え、ノーフォークへ帰還する。2004年8月には同盟国の海軍とともに北大西洋における作戦に参加し、その後アメリカ中央軍の作戦に加わり、テロとの戦いに従事した。
2007年1月8日、アラビア海のホルムズ海峡南方で潜行中のニューポート・ニューズは、日本の川崎汽船が所有するタンカー「最上川」と接触事故を起こした。アメリカ海軍によれば、ニューポート・ニューズは船体の一部を損傷したものの、衝突による原子炉への影響はなく、放射能漏れは起きていない。一方、最上川は船底バラストタンクに計5カ所に穴が開き、スクリュー・プロペラ先端部にも欠損が見受けられた。原子力空母「ドワイト・D・アイゼンハワー」（USS Dwight D. Eisenhower, CVN-69）率いる第8空母打撃群の一部としてソマリア方面へ航行中だったとみられる。この事故により、第5艦隊司令部は艦長のマシュー・ワインガード中佐を解任した。
2025年7月9日、ニューポート・ニューズはアイスランドのレイキャヴィークに寄港し、アイスランドに寄港した初の原子力潜水艦となった。

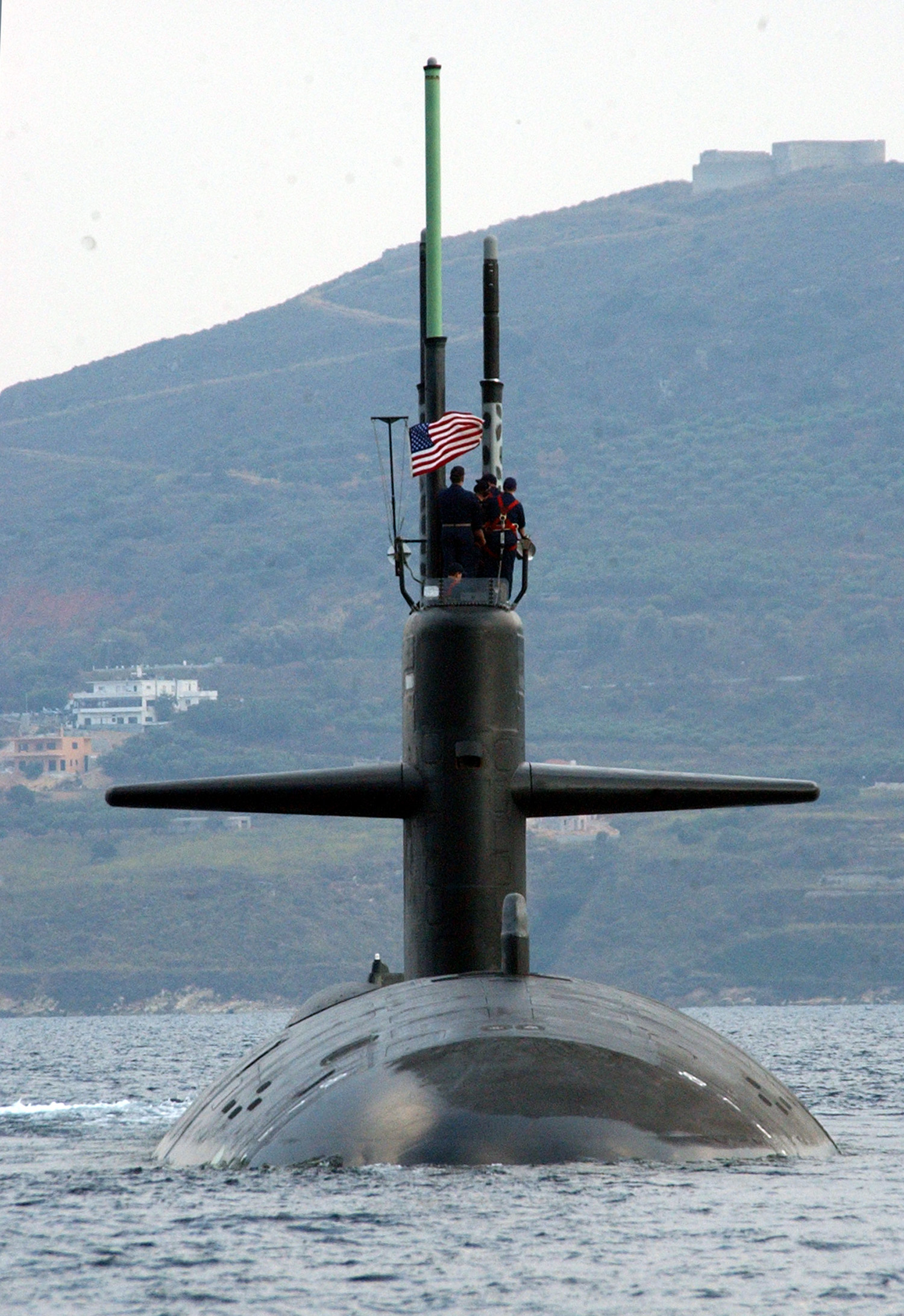
ギリシャ・クレタ島にて
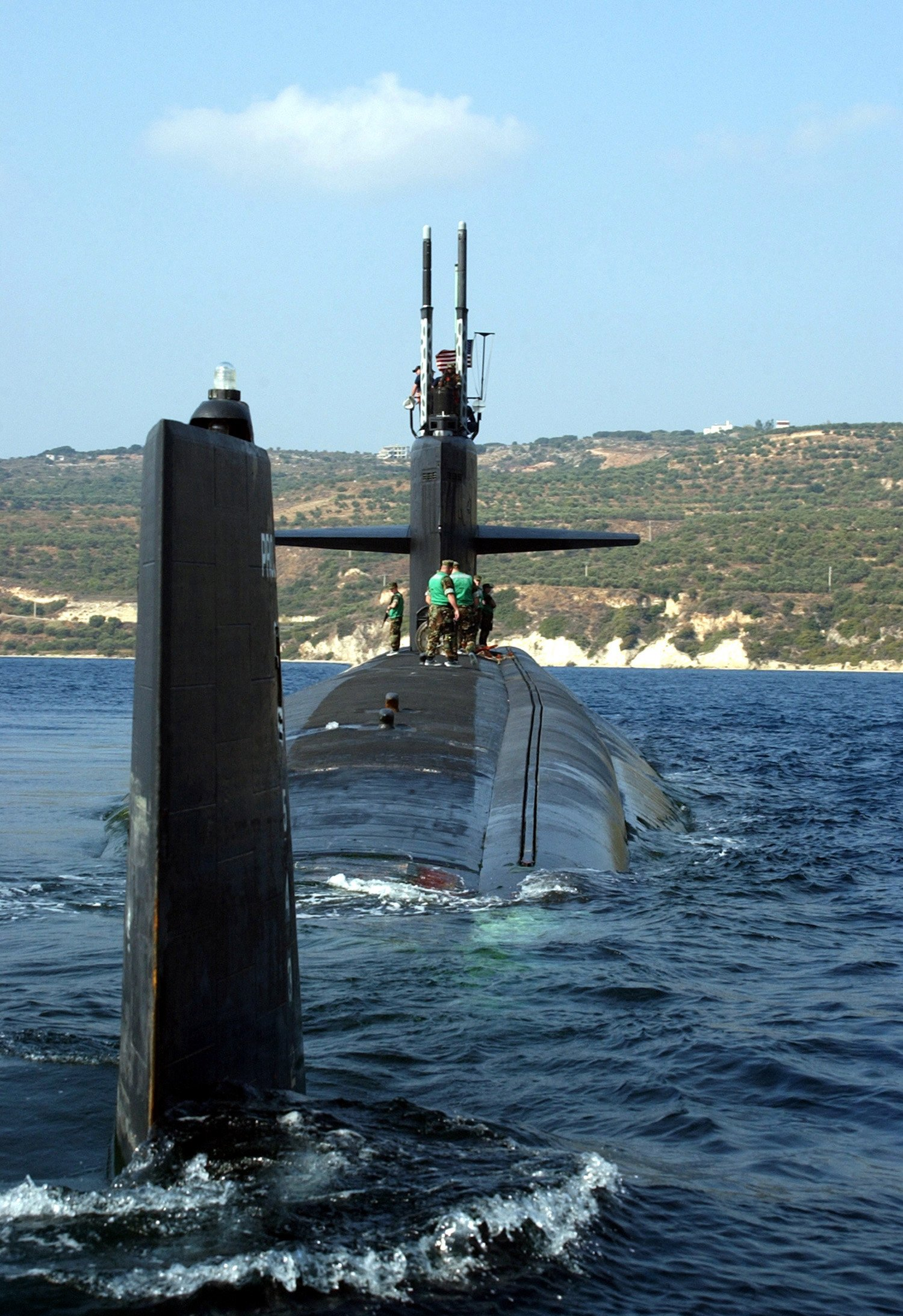
クレタ島（2004年10月）